# Drosophila urubamba
Drosophila urubamba är en tvåvingeart som beskrevs av Vilela och Guido Pereira 1993. Drosophila urubamba ingår i släktet Drosophila och familjen daggflugor.
Artens utbredningsområde är Peru.